# キャバレー

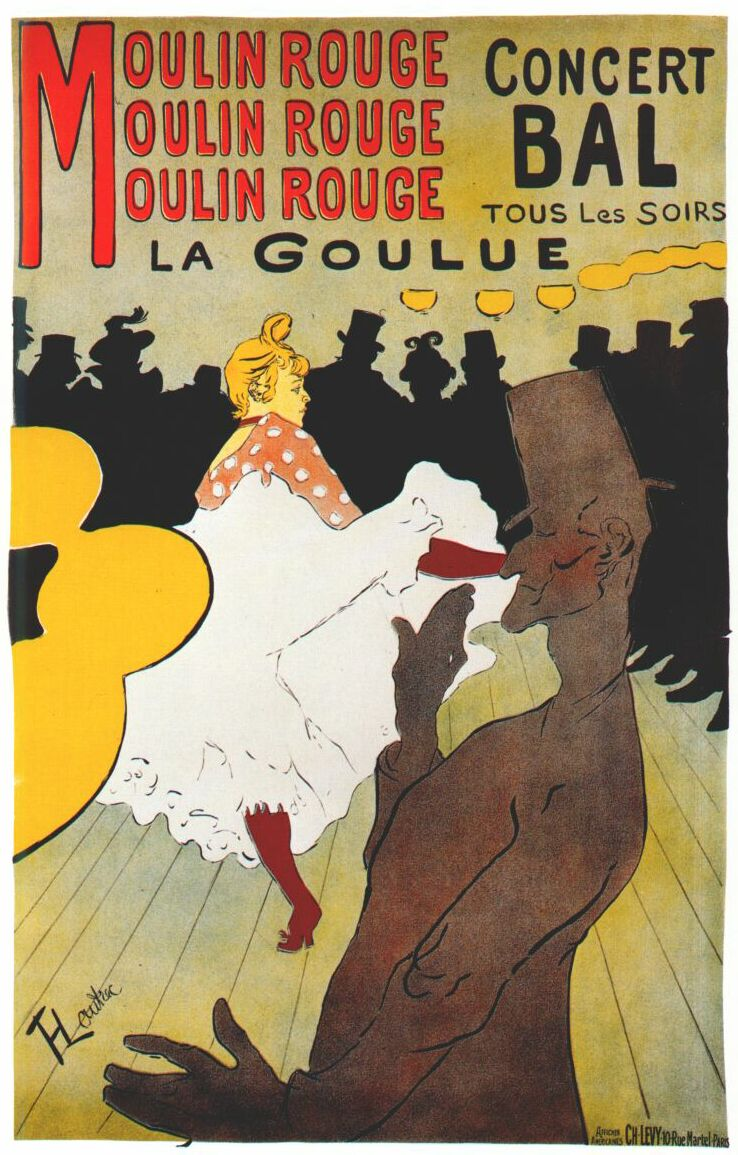
ポスター『ムーラン・ルージュのラ・グーリュ』1891年 ロートレック画

キャバレー（仏: cabaret）とは、ダンスやコメディショーなどパフォーマンスをする舞台のあるレストランやナイトクラブのことである。

## フランス
語源はオランダの「カブレット」と同じフランス語圏内のピカール方言である「カンブレット」と諸説あり、はっきりしていない。当初は「小部屋」と意味合いで使用されていたが、その小部屋で酒がよく飲まれていたことから、居酒屋の意味するものに変わっていく。パリのモンマルトル界隈ではかつて19世紀の1881年に、ロドルフ・サリスによって開設され、伝説的な隆盛を見せた「ル・シャ・ノワール (黒猫)」と呼ばれるキャバレーがあり、エリック・サティやパブロ・ピカソなど、モンマルトルに住む名だたる芸術家たちの若き日の溜まり場となった。現在も「オ・ラパン・アジル」をはじめ、ピアノやアコーディオンなどの伴奏によるレトロなシャンソンを聴かせる往時の雰囲気を残すいくつかの小さなキャバレー（シャンソニエ）がある。
同様にパリ郊外の川沿いにはギャンゲットと呼ばれるレストラン兼ダンスホールがあり、19世紀から続いている。現在も年輩者をはじめ多くのパリ市民に親しまれている休日午後の娯楽となっている。
パリにはまた一方でムーラン・ルージュやリド、クレイジーホースなどのいわゆる高級キャバレーもあり、こちらは大規模な店内でトップレスの女性が舞台上でスペクタクルを繰り広げる（ただし決して卑猥なストリップショーではない）のが特徴である。歴史的にはフレンチカンカンが展開されたことでも有名である。

## ドイツ語圏
ドイツ語圏におけるカバレット（独: das Kabarett）はニュアンスがやや違ってくる。オーストリアではカバレーという。カバレットとは、ドイツ語圏において、文学的なバラエティー・ショーのことである。シャンソン（カバレット・リート）を聞かせたり、寸劇・演芸を見せたりする場所であり、およびその作品のことでもある。その時の政治や政治家の言葉を比喩するカバレット（カバレー）も多い。

## 日本の「キャバレー」
日本における「キャバレー」は、本項とは異なったものとなっている。
また日本の風俗営業法での「キャバレー」は、ナイトクラブとは明確に別種として定義されている。

## 主なカバレティスト
- カール・ファルカシュ（英語版）
- ヴェルナー・フィンク（ドイツ語版）
- エーリッヒ・ケストナー
- クラウス・マン
- ユーラ・ゾイファー
- クルト・トゥホルスキー
- カール・ヴァレンティン
- クレーレ・ヴァルドルフ（ドイツ語版）
- ヘルムート・クヴァルティンガー（英語版、ドイツ語版）
- ヨーゼフ・ハーダー（英語版、ドイツ語版）

## ギャラリー - キャバレーの花形達

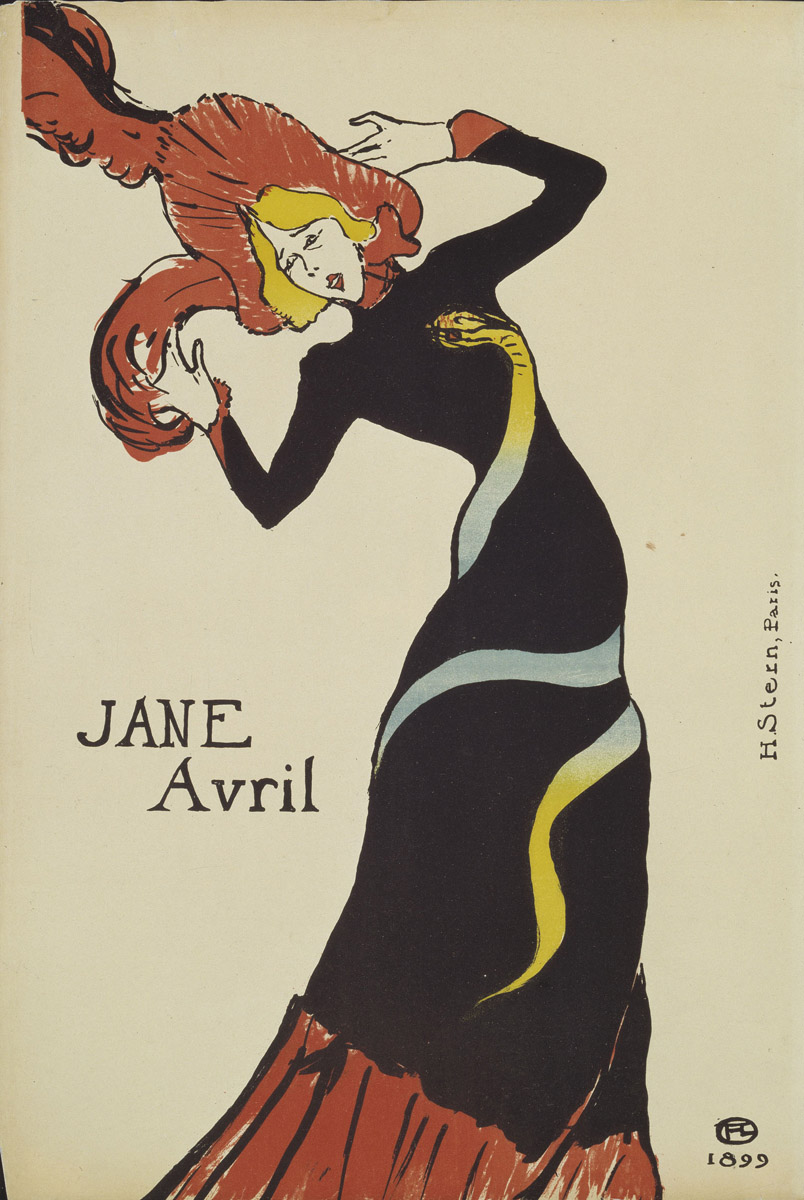
ジャンヌ・アヴリル
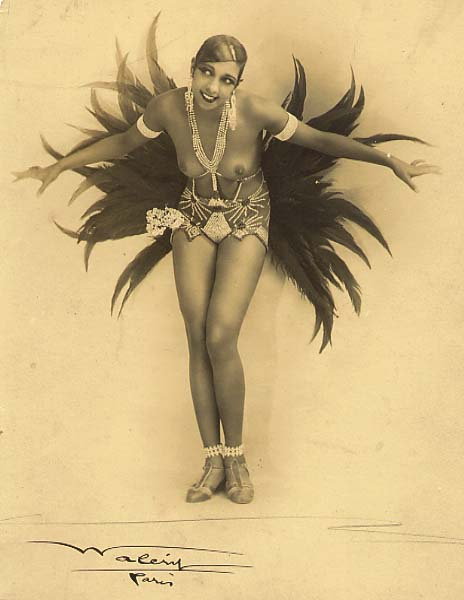
ジョセフィン・ベーカー
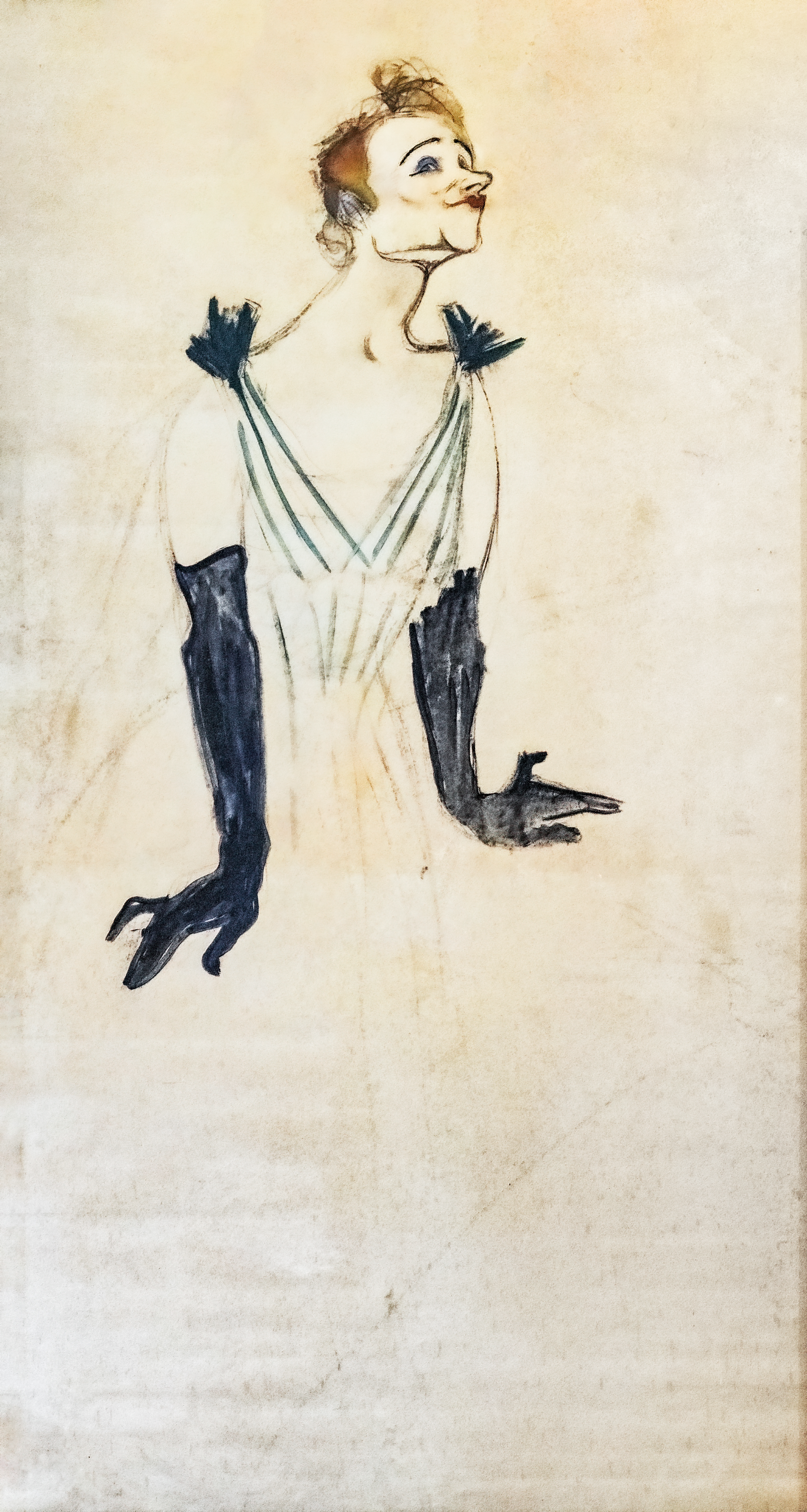
イヴェット・ギルベール
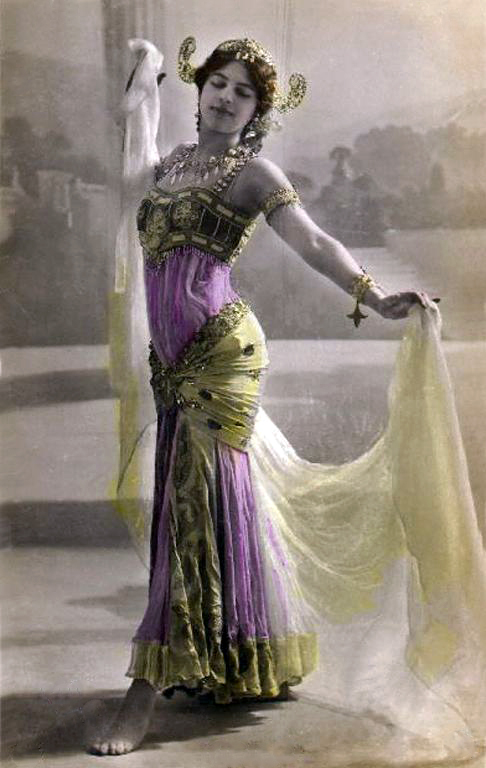
マタ・ハリ